# Velence Giudecca felől
A Velence Giudecca felől (Venice from the Giudecca) William Turner festménye, amely a londoni Viktória és Albert Múzeum gyűjteményének része.
Turner 1840-ben festette meg az olajképet, amely 61 × 91,4 centiméteres, kerettel együtt 90,5 × 120,5 × 13 centiméteres. A festményen Velence látható Giudecca felől. Turner a fényekkel és színekkel kísérletezett, kontrasztba állítva a Santa Maria della Salute dómjának ragyogó ábrázolását az alatta folyó víz sáros árnyalatával. Turner romantikus Velence-ábrázolása élénk, álomszerű benyomás egy ősi városról. Az épületek és a tenger, mint sok más Turner-képen, itt is színpadias pompával jelenik meg. A festményen jól kivehető a Dózsepalota és a Campanile a háttérben.
A kép elkészítésével John Sheepshanks műgyűjtő bízta meg Turnert, erről fennmaradt a festő egy 1840. január 29-én dátumozott levele. A képet még ebben az évben, más Turner-képekkel együtt, kiállították a Királyi Művészeti Akadémián, a katalógusban a következő címmel szerepelt: Velence és a chiesa d. S. Maria della Salute a canale della Giudecca felől (Venice, from the canale della Giudecca, chiesa d. S. Maria della Salute).
A fogadtatás vegyes, de inkább elutasító volt: a The Spectator 1840. május 9-ei kritikája feltűnő kudarcnak (flaring abortions) minősítette a képeket, május 16-án pedig Turner őrült ceruzájának rapszódiáiként írtak a festményekről. A Blackwood's Magazine kritikusa viszont dicsérte a velencei kép egének természetességét, minden mást azonban silánynak talált, köztük az épületeket, amelyeket úgy látott, mintha gyerekek építették volna hóból. A festmény 1857-ben került a múzeumba ajándékként.